# FC SKA 로스토프나도누
FC SKA 로스토프나도누(러시아어: ФК СКА Ростов-на-Дону)는 로스토프나도누를 연고로 하는 러시아의 축구 클럽이다. 현재는 러시아의 3부 축구 리그인 러시아 프로페셔널 풋볼 리그에 참가하고 있다.

## 성적
- 소비에트 톱리그 준우승 1회 (1966)
- 소비에트컵 우승 1회 (1981), 준우승 2회 (1969, 1971)
- 소비에트 1부 리그 우승 1회 (1958), 준우승 3회 (1974, 1978, 1983)

## 역대 감독
| 감독                             | 임기 |
| -------------------------------- | ---- |
| 세르게이 바실리예비치 안드레예프 | 2006 |